# سد کامانسیه
سد کامانسیه (به لاتین: Kammanassie Dam) یک سد وزنی در آفریقای جنوبی است که در کیپ غربی واقع شده‌است.